# Saxifraga afghanica
Saxifraga afghanica är en stenbräckeväxtart som beskrevs av James Edward Tierney Aitchison och Hemsl.. Saxifraga afghanica ingår i Bräckesläktet som ingår i familjen stenbräckeväxter. Inga underarter finns listade i Catalogue of Life.